# Лостун
Лосту́н — гора в Українських Карпатах, у Чивчинських горах (Мармароський масив). Розташована в межах Верховинського району Івано-Франківської області, на південний схід від села Буркут.

## Параметри
Висота 1653,5 м (за іншими даними — 1654 м). Підніжжя і схили гори вкриті лісами, вершина незаліснена, з полонинами. Схили стрімкі, особливо західний схил. На горі є давня шахта.
На північний захід розташована найвища вершина Чивчинських гір — Чивчин (1766 м), на південь — Малий Лостун (1594,7 м). Неподалік від гори (при південно-західному схилі) проходить українсько-румунський кордон.
На північ від Лостуна розташована гідрологічна пам'ятка природи — Висяче Болото.
Найближчий населений пункт: с. Буркут.
На південному заході від гори бере початок струмок Попадинець, лівий доплив Чорного Черемоша.